# Nicolaus Bruhns

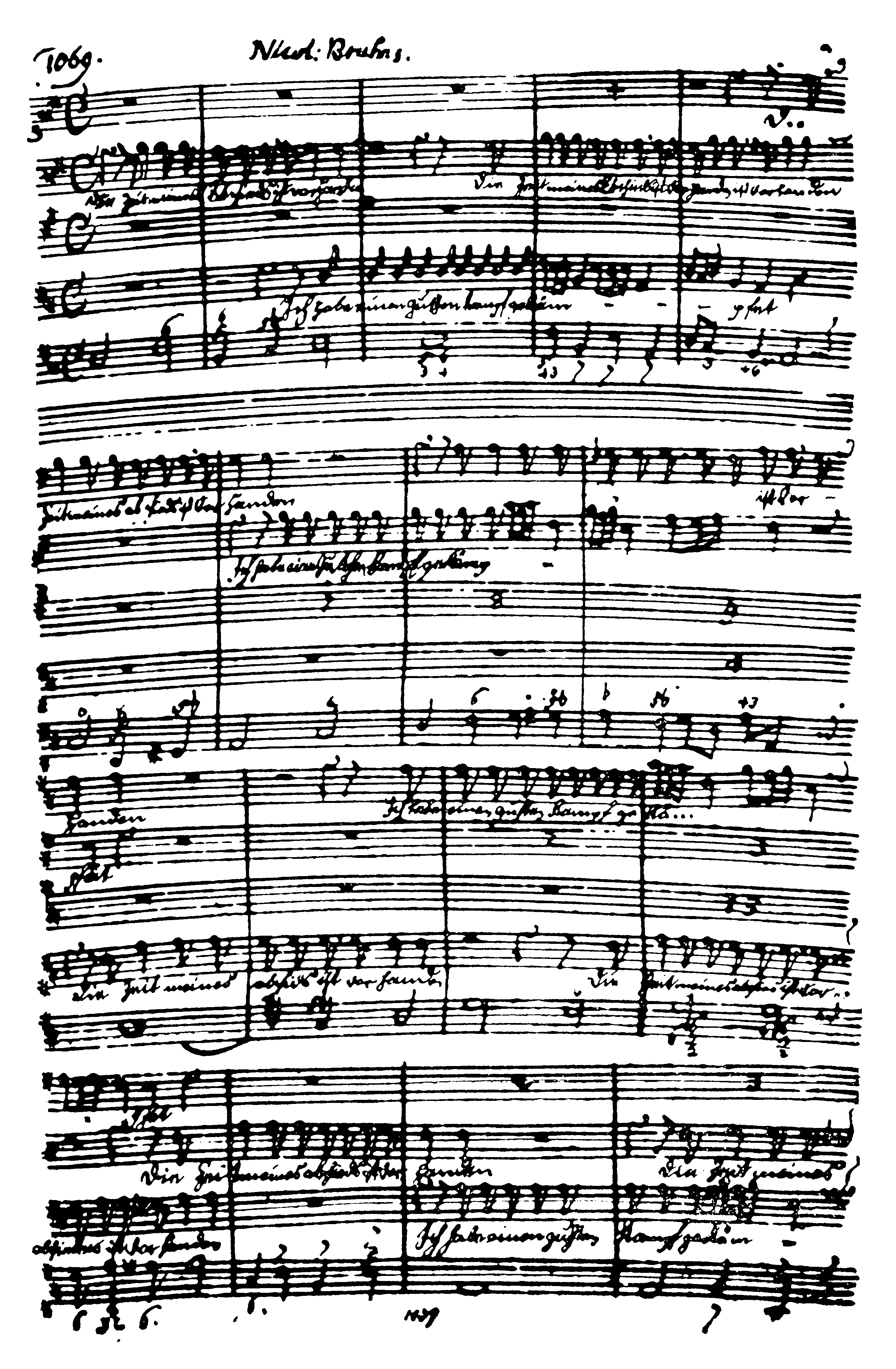
Begin van Nicolaus Bruhns' cantate Die Zeit meines Abschieds ist vorhanden

Nicolaus Bruhns, ook wel Nicholas Bruhns (Schwabstedt, ? 1665 - Husum, 29 maart 1697) was een violist, organist en componist die geldt als belangrijk vertegenwoordiger van de Noord-Duitse Orgelschool.

## Leven en werk
Hij studeerde bij zijn vader Paul Bruhns (1640-1689?) die organist was in Schwabstedt (Deens: Svavsted) in Hertogdom Sleeswijk. Later studeerde hij compositie en orgelspel bij Dieterich Buxtehude in Lübeck. Met diens hulp verkreeg hij een betrekking als violist en componist aan het Deense koninklijke hof in Kopenhagen. In 1689 werd hij stadsorganist van Husum, zijn laatste betrekking voor zijn vroege dood. Verschillende bronnen spreken elkaar tegen, of hij 31 of 32 jaar was toen hij stierf.
Bruhns stond bekend om zijn improvisaties op de viool, waarbij hij op het pedaal van het orgel de baspartij speelde. Hij gold als een van de grote componisten van religieuze cantates van zijn tijd. Zijn composities voor kamerorkesten zijn alle verloren gegaan. Van het overgeleverde deel van zijn oeuvre nemen de geestelijke composities het leeuwendeel in.
Bruhns' orgelmuziek is geschreven in een stijl die Stylus Phantasticus wordt genoemd. Voorbeelden hiervan zijn de vijf orgelcomposities die van hem zijn overgeleverd: twee grote Praeludia-pedaliter (in e-mineur en G-majeur), twee minder omvangrijke Praeludia-pedaliter (in e-mineur en g-mineur) en een breed-uitgesponnen bewerking van het Adventskoraal Nun komm, der Heiden Heiland dat als een van de beste voorbeelden geldt van de Noord-Duitse koraalfantasie, het compositiegenre dat in zijn tijd vooral een improvisatiegenre was.
Het is aan de inspanningen van de jonge Johann Sebastian Bach te danken dat nog enkele composities van Bruhns bewaard bleven. Alle bronnen van overlevering van bovengenoemde werken zijn handgeschreven kopieën uit Bachs directe omgeving van (op zijn beurt) kopieën die hij gedurende zijn gymnasiumtijd in Lüneburg vermoedelijk bij de organist Georg Böhm thuis had vervaardigd en die hij later meenam naar zijn geboortestreek Thüringen.